# Adolf Weil
Adolf Weil (ur. 7 lutego 1848 w Heidelbergu, zm. 23 lipca 1916 w Wiesbaden) – niemiecki lekarz. Opisał objawy leptospirozy, nazywanej niekiedy na jego cześć chorobą Weila.

## Życiorys
Studiował medycynę na Uniwersytecie w Heidelbergu, na Uniwersytecie Fryderyka Wilhelma w Berlinie i na Uniwersytecie Wiedeńskim. Od 1872 do 1876 był asystentem Friedricha Theodora von Frerichsa w Berlinie. W 1886 został mianowany profesorem na Uniwersytecie w Dorpacie, ale niedługo później zrezygnował z katedry z powodów zdrowotnych (gruźlica krtani). Po 1893 praktykował w Ospitaletto, San Remo i Wiesbaden. Zmarł w Wiesbaden z powodu krwotoku płucnego.

## Wybrane prace
- Die Gewinnung vergrösserter Kehlkopfspiegelbilder. Heidelberg, 1872.
- Handbuch und Atlas der topographischen Percussion. Leipzig, 1877